# Tofiq Bəhramov

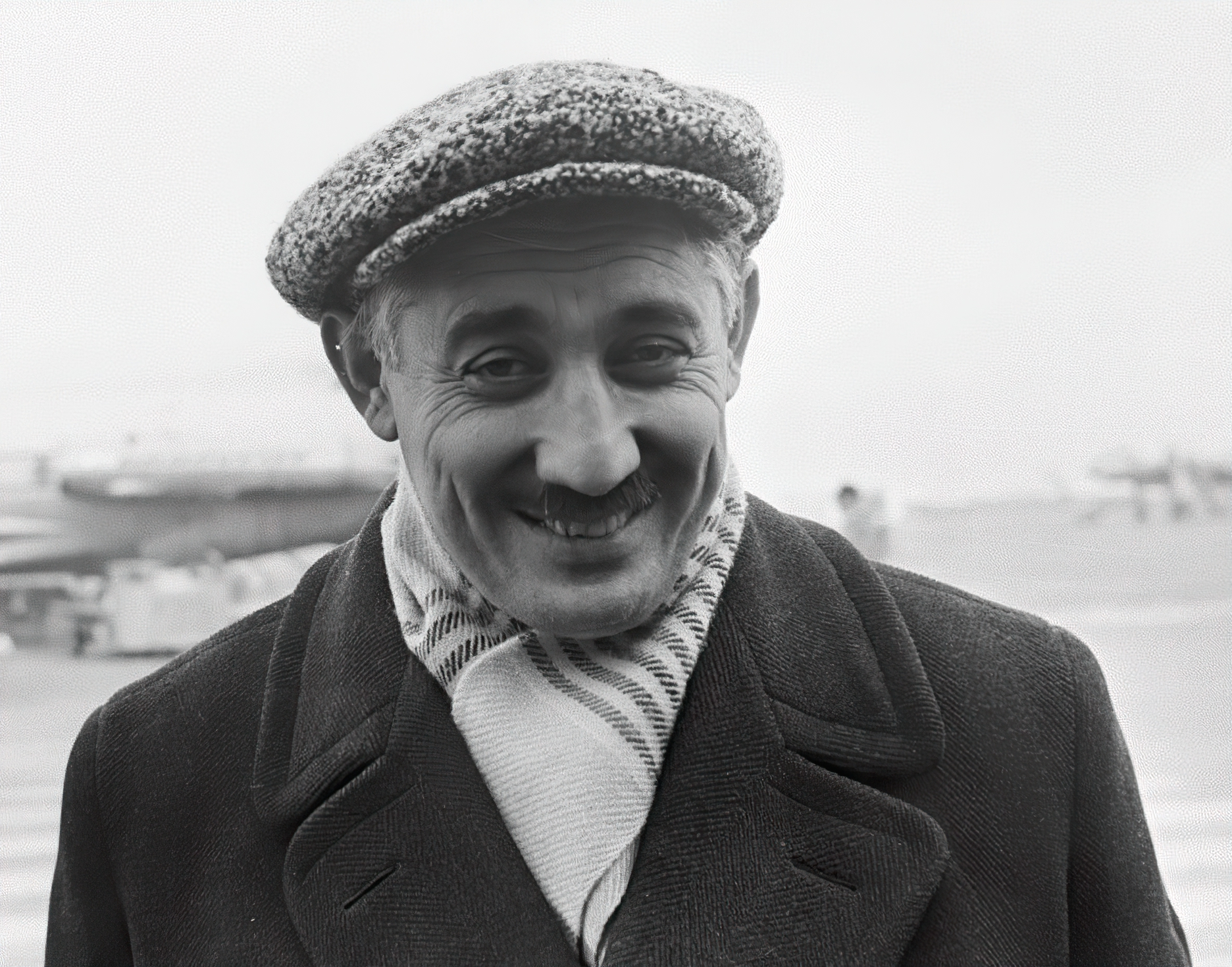
Togiq Bəhramov en 1967

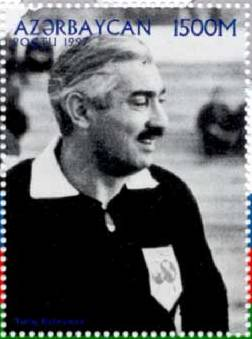
Imagen de Tofiq Bəhramov.

Tofiq Bəhramov (Bakú, 29 de noviembre de 1925-Bakú, 26 de marzo de 1993) o Tófik Bajrámov (en ruso Тофик Бахрамов, a menudo romanizado como Tofik Bakhramov); fue un futbolista, árbitro y juez de línea de fútbol azerbaiyano.
Destacó por ser el Árbitro asistente que ayudó a conceder un gol dudoso a  Inglaterra en la final de la Copa Mundial de la FIFA de 1966 contra la Alemania Occidental. Llegó a ser llamado erróneamente "el juez de línea ruso" en Inglaterra como consecuencia de su decisión y de su ciudadanía soviética, aunque no era ruso sino azerbaiyano.
Tras su muerte en 1993, el entonces estadio nacional de Azerbaiyán pasó a llamarse Estadio Republicano Tofiq Bahramov en su honor.

## Trayectoria
Bahramov era originalmente un futbolista que jugaba en el Neftçi PFK, pero una grave lesión en la pierna le impidió continuar su carrera como jugador y se convirtió en árbitro. Fue elegido miembro del panel de árbitros de la FIFA en 1964. En la Copa Mundial de 1966 actuó como Árbitro asistente en el partido inaugural y en la Final, y arbitró un partido de la primera ronda. En la Mundial de 1970 arbitró tres partidos, incluida una semifinal. En 1972, arbitró el partido de ida de la Final de la Copa de la UEFA entre los clubes ingleses Wolverhampton Wanderers y Tottenham Hotspur. Tras retirarse como árbitro, posteriormente ejerció durante algunos años como secretario general de la Federación de Fútbol de Azerbaiyán.

### "Gol de Wembley"

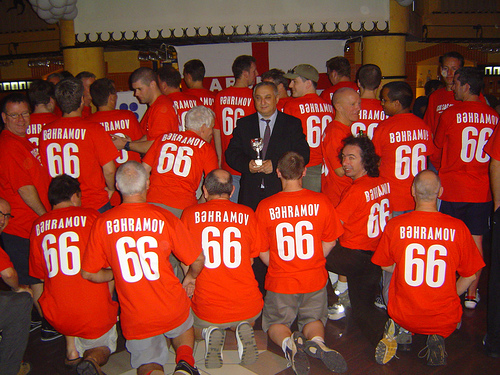
Hinchas ingleses con camisetas de Bəhramov 66. El hijo de Tofiq Bahramov está de pie en el centro

En la Final de la Copa Mundial 1966, con el marcador en 2–2 y tras 11 minutos del primer periodo de tiempo suplementario, Geoff Hurst de Inglaterra lanzó un tiro a puerta que rebotó en el travesaño bruscamente hacia abajo, golpeó el suelo y luego giró hacia atrás alejándose de la portería. Hubo algunos momentos de indecisión por parte del árbitro Gottfried Dienst antes de darse cuenta de que Bahramov, que era el juez de línea en ese extremo del campo, le estaba haciendo señales. Finalmente, Dienst concedió un gol a Inglaterra, que acabó ganando el partido por 4-2.
El decisión de conceder el tercer gol a Inglaterra sigue siendo objeto de debate. En general, en Alemania se cree que Bahramov cometió un error. El gol ha entrado en la jerga alemana, ya que cualquier situación en la que un balón golpea el travesaño y se refleja hacia abajo, cayendo justo antes o detrás de la línea de gol antes de girar de nuevo hacia el área penal, se describe como un «Wembley-Tor». En Inglaterra, muchos periódicos se refirieron al «juez de línea ruso» que concedió el gol, ya que Azerbaiyán formaba parte de la Unión Soviética en ese momento, y el apodo se mantuvo hasta el punto de que su nombre real fue casi olvidado.
Según las Reglas de Juego, para que se conceda un gol, el balón debe cruzar la línea de gol, con todo su diámetro por detrás de todo el ancho de la línea. Los jugadores alemanes afirmaron haber visto polvo de tiza, lo que indicaría que no era gol. Roger Hunt afirmó haber visto el balón rebotar detrás de la línea.
Cuando Bahramov escribió sus memorias, declaró que creía que el balón no había rebotado en el larguero, sino en la red, por lo que el movimiento posterior del balón ya era insignificante, y tampoco visible para él. A Bahramov le encantaba arbitrar y el fútbol en general, y describía los partidos de fútbol como "duelos... llenos de giros imprevistos e incluso verdaderos milagros". ¿Y quién no quiere ser un mago aunque sólo sea durante 90 minutos?".

## Legado
El estadio nacional de Azerbaiyán en Bakú se llama Estadio Tofiq Bahramov en su honor. Fue rebautizado en 1993, poco después de la independencia azerí y de la muerte de Bahramov, tras haber sido bautizado anteriormente con el nombre del líder soviético Vladimir Lenin.
Cuando Inglaterra quedó encuadrada en el mismo grupo que Azerbaiyán en la clasificación para la Copa Mundial de la FIFA 2006, se celebró una ceremonia en el estadio para honrar su memoria, a la que asistieron Geoff Hurst, Michel Platini y Sepp Blatter. También se inauguró un estatua suya, convirtiéndose en el primer árbitro en tener un estadio con su nombre. Su hijo Bahram Bahramov se reunió con representantes de la afición inglesa y expresó su satisfacción por el hecho de que el famoso «juez de línea ruso» de 1966 hubiera recuperado por fin su verdadera nacionalidad. "Ahora que Azerbaiyán es independiente, es muy justo que se le recuerde como miembro de la nación azerí. Personas como Tofiq Bahramov sólo nacen una vez cada cien años".
Los aficionados ingleses que se desplazaron a Azerbaiyán a presenciar el partido en 2006, se desplazaron hasta su tumba para dejar flores y honrarle en la memoria. En Inglaterra donde también se le tiene gran estima, en 2006 la marca Kit Kat lanzó un anuncio televisivo, reproduciendo la famosa jugada del gol fantasma en la que aparece Tofik Bakhramov comiendo Kit Kat, y tras acudir el árbitro principal a consultarle por la jugada, Tofik al verse sorprendido da gol.